# Hy Thủy
Hy Thủy (chữ Hán giản thể: 浠水县 Hán Việt: Hy Thủy huyện) là một huyện thuộc địa cấp thị Hoàng Cương, tỉnh Hồ Bắc, Cộng hòa Nhân dân Trung Hoa. Huyện này có diện tích 1949,3 km2, dân số năm 2004 là 1.03 triệu người. Huyện này có các đơn vị hành chính gồm 12 trấn (Thanh Tuyền, Ba Hà, Ba Dịch, Trúc Ngõa, Uông Cương, Đoàn Pha, Quan Khẩu, Bạch Liên, Sái Hà, Tẩy Mã, Đinh Tư, Tỏa Hoa, Lan Khê), 2 hương (Lục Trường, Tùng Sơn Đẳng).